# Список дворянських родів Могилевської губернії
Список дворянських родів Могилевської губернії (рос. Список дворянских родов Могилёвской губернии, повна назва — рос. Алфавитный список дворянских родов, внесённых в родословные дворянские книги Могилёвской губернии) — офіційне друковане видання Могильовського дворянського депутатського зібрання, яке наводить список дворянських прізвищ та осіб із зазначенням їх титулів, тільки номер архівної справи з дворянського фонду та номер за порядком кожного прізвища, і частини РДК в яку вони внесені.
Дані цього списку публікувалися на підставі Родовідної книги дворян, яка велася губернськими головами дворянства за роком й алфавітом. Після 1772—1782 рр. і до 1917—1918 рр. це була єдина офіційна публікація в своєму роді про Могильовську губернію. Після 1917—1918 рр. не було репринтного відтворення цього списку. І на момент публікації цієї статті не існує у світі електронної копії цього видання в Інтернеті з відкритим доступом для читання. Список присутній по одному примірнику оригіналу цієї публікації згідно каталогів у історичних наукових бібліотеках України, Росії та Білорусі. А сучасний архів НІАБ офіційно повідомив про втрату архівних рукописних джерел з Могильовської губернії, що служили джерелом даного списку. Аналогічне відтворення відсутнє про Вітебської губернії етнічної Білорусі. Тому дана стаття відтворення цього списку є унікальною, поки першою і єдиною в світі.

## Опис видання
Цей список виданий Могильовським Дворянським Депутатським Збором у місті Могильові в друкарні літератури Я. Н. Подземського в 1909 році з дозволу Могилівського губернатора. Зміст списку починається з посилання на Звід законів Російської імперії статтю № 968 том IX видання 1899 р., з поясненням розділення цього списку на шість частин. Текст списку надрукований староросійською мовою, помітно старання авторів передати в російській мові звучання польських прізвищ з польської мови. Деякі польські прізвища носили етнічні білорусини через ополячення Білорусі. Автори списку вказали варіанти читання (ще додано в дужках). Друкований текст списку не має російської букви «ё». Зустрічаються німецькі прізвища з характерною приставкою «фон», італо-французькі — з приставкою «де». У списку за абеткою, коли зустрічаються подвійні (або потрійні прізвища) з різними великими літерами надруковані через тире, при визначенні, куди вносити за порядком таке прізвище, автори списку робили вибір згідно поширеного правила — якому прізвищу віддавав перевагу носій цього прізвища (його основне). Їх загальна кількість у порядку — 1355 (тисяча триста п'ятдесят п'ять, серед кого зустрічаються однофамільці записані авторами поряд з окремими номерами за порядком із зазначенням різних номерів архівної справи, всередині кожної частини з шести наявних). Список розміщений на 23 друкованих сторінках.

## Історичні умови створення Списку дворян Могильовської губернії

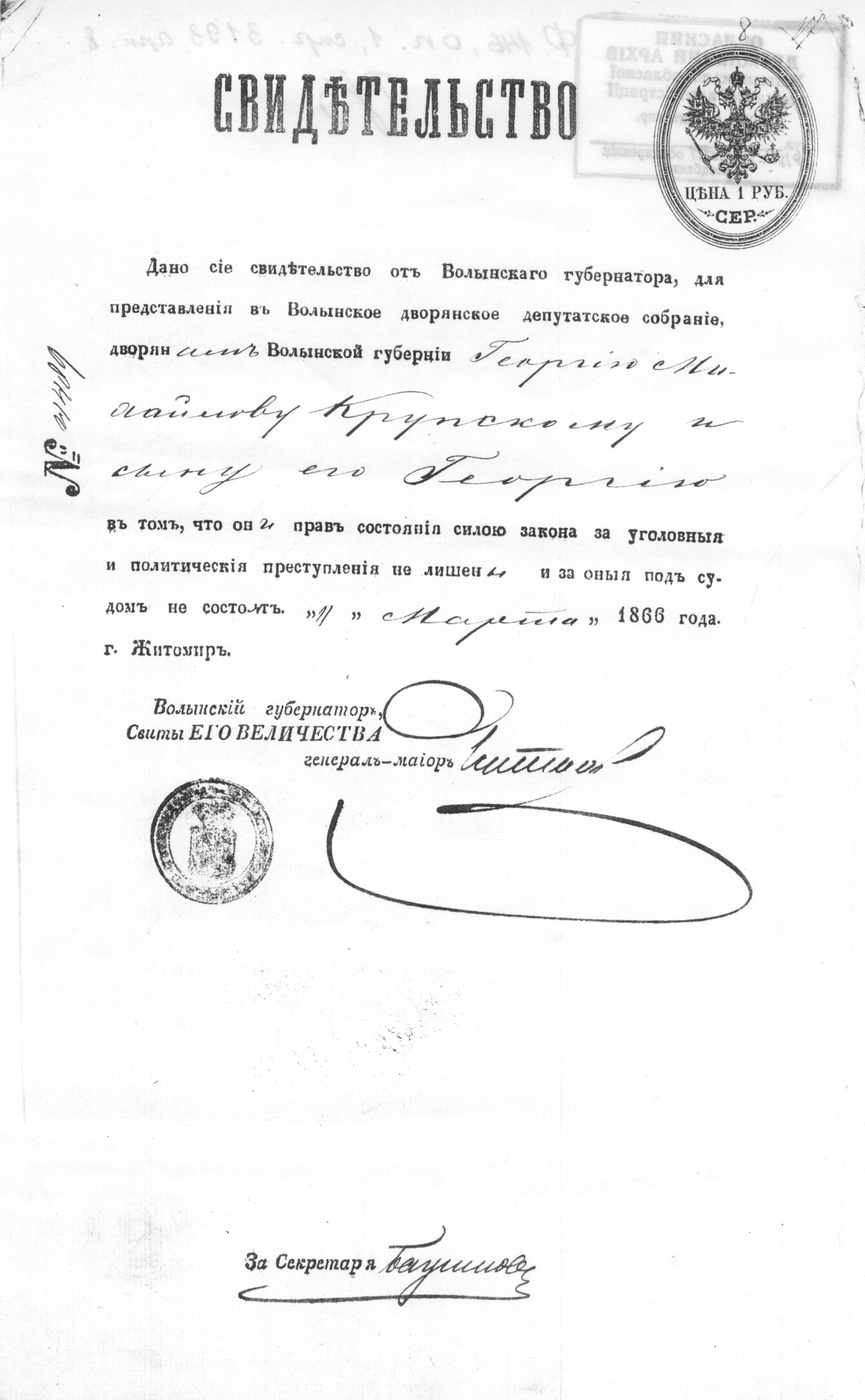
Приклад Свідоцтва генерал-губернатора до Дворянського Депутатського Зібрання про російських дворян Крупських за 1866 р.

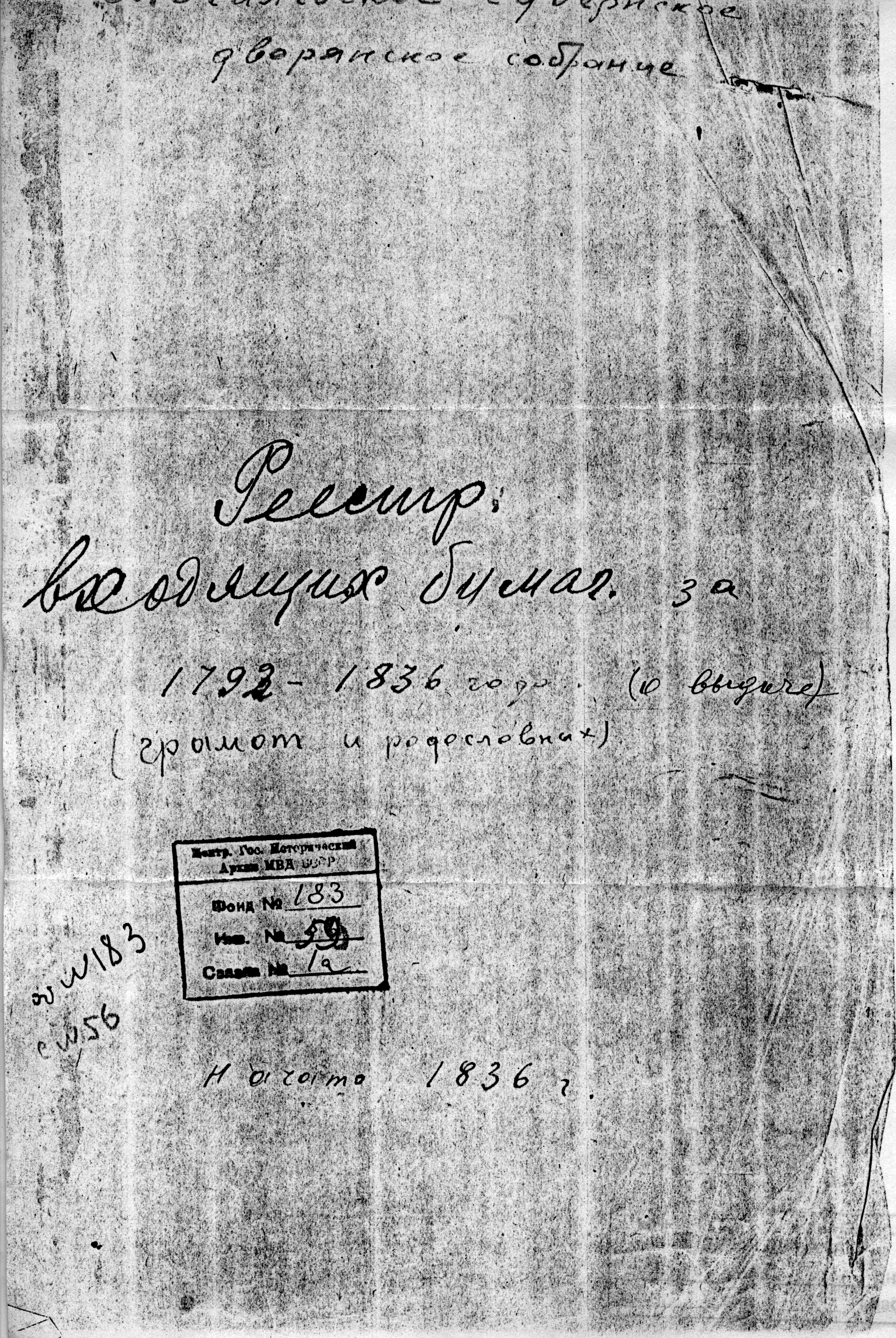
Титульний лист «Реєстру вхідних паперів за 1792—1836 роки про видачу грамот і родоводів» фонду «Могилівське губернське дворянське зібрання».

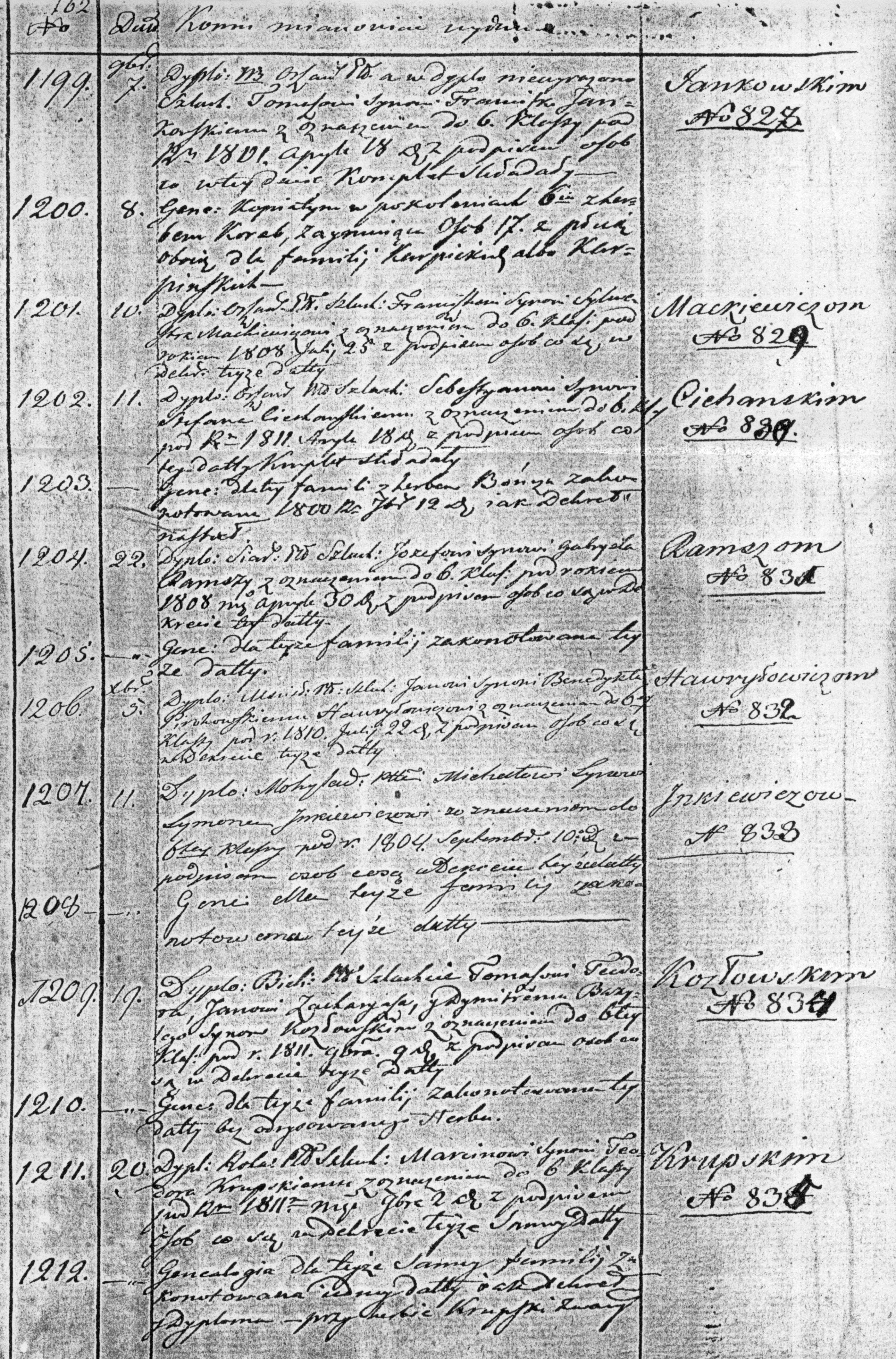
Із «Реєстру вхідних паперів за 1792—1836 роки про видачу грамот і родоводів» фонду «Могилівське губернське дворянське зібрання» (1800—1811 рр.) про внесення їх в 6-у частину РДК російських дворян, котрі в 1909 р. в списку: Крупські — відсутні, Козловський — є, Інкевич — нема, Гаврилович — є, Рамоз — нема, Циханський — нема, Мацкевич — є, Янковський — є.

- У це видання увійшла тільки частина найдавнішої сожської та друцької шляхти[2] (старовинної білоруської шляхти в генеалогії яких зустрічався історичний період племені радимичів). На жаль, ніколи не існувало повного списку дворян Російської імперії. Навіть багато визнаних шляхтичів у російському дворянстві в окремих губерніях етнічної Білорусі, вже присутніх в губернських офіційних виданнях не публікувались у всеросійських[3]. Так у Пам'ятних книжках Могилевської губернії публікувався в 1870—1871 рр. (перед змістом та перед вступом) Імператорський Указ зі списком білоруських прізвищ шляхти Великого Князівства Литовського провінції Речі Посполитої, де згадувалося про розбір шляхти та відмову визнати їх у російському дворянстві, про переведення в податковий стан[ru] міщан й селян старовинної білоруської шляхти, скасування ВКЛ та про ліквідацію його юридичного поля (правового поля), утворення Царства Польського без його колишнього впливу на етнічні території Білорусі, про формування нового адміністративного устрою російського режиму в Білорусі й т.п. причин. Хоча був розділ Польщі (після 1772 р.), але діловодство велося польською мовою (за 1836 р. у «Реєстрі вхідних паперів за 1792—1836 роки про видачу грамот і родоводів» фонду «Могильовського губернського дворянського зібрання» присутній запис діловодства ще польською мовою для видачі російського дворянського диплома та копії родоводів визнаних у російському дворянстві в Могильовській губернії шляхтичів). Цим, як і іншими списками інших губерній після 1917 р. активно користувалися в репресіях — на титульному аркуші цього фонду залишився штамп МВС СРСР (ф. 183 інв. 159 с. 1а).
- Серед причин відмови визнати в російському дворянстві стародавню білоруську шляхту в новій політичній ситуації була участь у національних повстаннях через не лояльність до нового політичного режиму (Повстання Костюшка 1794 р., участь у війні проти Росії 1812 р.[4], Польське повстання (1830 р.), Польське повстання (1863 р.) тощо); відсутність обов'язкової вислуги на російській державній (військової) службі та інші причини. Серед шляхти без ентузіазму сприймалася обов'язкова російська військова служба після подій загибелі всього корпусу мінського підрозділу сформованого з білоруських шляхтичів, коли він спеціально був кинутий російським керівництвом у горнило бою, при збереженні військовослужбовців вихідців із Росії. Цим пояснюється існування тимчасової перерви у датах офіційних визнань і затверджень у російському дворянстві шляхтичів російським імператором[5]. Хоча подання документів офіційно в Санкт-Петербург за законом повинно мало бути щороку з кожної білоруської губернії, але в сучасних архівах РДІА та РДАДА немає чіткого щорічного архіву щодо цього, за період 1785—1917 рр..

- Тим пак, що стратифікація (умови формування) еліти білоруської нації у ВКЛ відрізнялися від російських реалій — формування російської еліти зациклювалося на матеріальну заможність, тенденційно підкреслюючи соціальний статус, що нібито відмітна особливість шляхетності для визнання в дворянстві це матеріальний достаток. У зв'язку з чим цікава історія створення російської категорії «дворян однодворців», ведення окремо «ревізьких казок» на цю категорію[6]. Особливу увагу привертає адміністративна нестабільність і навмисна плутанина, що ускладнювала пошук документального доказу шляхетського походження для визнання в російському дворянстві, оскільки архіви формувалися саме відповідно адміністративної назви й юрисдикції, але аналітичної роботи не проводилося (куди могли потрапити документи), письмово не фіксувалася ця особливість, довідкового апарату та інформаційних технологій (подібних сучасним) тоді не було. Приміром, заснована Могильовська губернія (1772 р.), перейменована була в Білоруську губернію (1796—1801 рр.), потім знову названа як «Могилевська губернія» в 1802 р., а перед тим вона носила назву «Могильовське намісництво» (1778—1796 рр.), і як не дивно з центром у м. Вітебськ (не в м. Могильові). Та ж ситуація відбувалася у підросійських повітах, наприклад, в юрисдикції деяких населених пунктів: «Рогачовська провінція», потім — «Рогачевський повіт» (з 1900 р. — це вже «Гомельський повіт»), а паперові діла Рогачевського повіту велися до 1850-х рр. і зовсім в Білицькому повіті (перейменований в 1852 р. в «Гомельський повіт»). Російський режим у Білорусі не тільки винаходив ускладнення процедури визнання білоруської шляхти, а й винаходив методи ліквідації адміністративного поділу ВКЛ. Приміром, в Могилевській губернії Рогачевського повіту з центром у місті Рогачов до 1772 р. було Рогачевським староством з центром у м. Рогачов у Речицькому повіті Великого князівства Литовського, а в Російській імперії центр зазначеного Речицького повіту перенесли з Речиці в Бобруйськ (1772—1793 рр.) з назвою «Речицький повіт» (з подальшим формуванням повіту Речицького в 1793 р.) тощо.
- Цікаво, що крім документів і родоводу шляхтич зобов'язаний був давати ще Свідоцтво від генерал-губернатора про відсутність політичних злочинів і кримінальних злочинів за ним[7]. Багато архівів горіли в пожежах і війнах, папір не витримував умов зберігання в архівах тощо, що ускладнювало визнання. Через бюрократію при визнанні були випадки подачі документів і генеалогії шляхтичами в інші губернії, де вони отримували визнання без зволікань. Були випадки, коли для безкоштовного заволодіння багатим маєтком білоруського шляхтича чиновник російського режиму в білоруських губерніях після 1772 р. доносив, маніпулював і впливав на його долю (білоруський шляхтич з багатого маєтку потрапляв у стан селян, а в його маєтку безкоштовно починав жити вже російський дворянин). У російських чиновників викликало заздрість і протистояння, що у білоруської шляхти стародавність родів часто зустрічалася 600—400 років і більше тоді, коли росіяни мали 50-100 років в молодій державі «Російська імперія», колишнього Московського царства (і в сучасній Білорусі в кожного 10-го громадянина є прізвище шляхтича[8]). Об'єктивності ради, дуже важливо розуміти в даному питанні сформований погляд з етнічної Білорусі на Росію того періоду (крім суб'єктивного стереотипу російської пропаганди): У Росії в 1711 р. була петровська реформа в філології, замість «московити» писати почали самоназву підданих Російської імперії як «росіяни» (з двома літерами «с») тоді, коли предків білорусів і українців називали «руський» з коренем слова «Русь» і однією буквою «с» (або «русини»), як нащадків Русі. На амбіції національної еліти Росії «збирати руські землі» дивилися як на не виняткове право Росії. Тому багатьма сучасниками того періоду визнання шляхти в російському дворянстві сприймалося неоднозначно, лише як право на доступ до соціальних привілеїв та до матеріальних благ, але не як наявність сукупності морально-етичних якостей (не духовного багатства) і не абсолютна ознака благородства у представника російського дворянства, що призвело до втрати актуальності необмеженої монархії серед більшості народу Російської імперії на порозі 1917 р..

- Бували випадки, коли представників древньої шляхти не визнавали в дворянстві, і не вносили їх до 6-ї частини списку РДК, через що ті змушені були в новій політичній ситуації через державну службу (через російські нагороди) отримувати затвердження в російському дворянстві. Цим пояснюється, чому різні гілки одного роду (одного прізвища) зустрічаються в різних частинах списку РДК, хоча це як правило представники одного роду. Важливо врахувати в історії визнання в російському дворянстві шляхти даної губернії Білорусі факт конфлікту менталітетів і світоглядів щодо візії на соціальний устрій суспільства, оскільки білоруська шляхта мала менталітет з традиціями Віче Русі (обрання князів княжити), перебувала у Великому князівстві Литовському і підо впливом Речі Посполитої. Де Статут Литовський був зразком для європейських країн, а тодішня Польща була «колискою» сучасної європейської демократії — короля обирала шляхта (для ілюстрації наприклад, зазначені тут електори Крупські серед інших шляхтичів були виборцями королів у 1595—1648 рр., в 1669—1673 рр.[9], 1697 р.[10]; див. «Рокош», «Шляхетська демократія», «Виборна монархія»).
- До того ж велика чисельність білоруської шляхти була конкурентом для російських чиновників у встановленні нового політичного режиму в суспільстві, що важливо розуміти в питанні кількості визнаної шляхти в російському дворянстві, і визнання прав білоруської шляхти рівноцінних до фактично окупаційного російського дворянства (лишень 25 % білоруської шляхти було визнано тодішньою Росією). У документах ВКЛ можна зустріти те, що все що за містом Смоленськом на схід від Великого князівства Литовського це не є Русь, а була «Окраїна Руська»[11][12][13] (див. Смоленське воєводство, Жижемські). Важливу роль відіграли репресії та дискримінації у тодішній політиці у скасуванні Греко-Католицької Церкви, контролю Римо-Католицької Церкви, що помітно при складанні родовідного древа, коли необхідно витягувати документи з католицьких метрик до 1830-х рр. і після з православних з фонду одної й тої самої церкви даної губернії в Білорусі[14]. Свобода шляхетська у вказаній губернії вже мала традиції тоді, коли в Росії дворянство тільки отримало волю в 1785 р — «Грамота на права, вольності і переваги благородного російського дворянства». Шляхта зазначеної губернії опинилася в ситуації, коли без її участі та опитування її думки в згоді з правовими нормами ВКЛ її долю «за спиною» вирішувала в 1772 р. купка авантюристів Російської імперії, Прусського королівства та Австрійської імперії, при Першому розділі Речі Посполитої. А також, історична пам'ять білоруської шляхти зберігала форми геноциду російських військ в Білорусі (етнічної чистки), українських козаків під керівництвом московського царя (загибелі половини білоруського народу)[15][16][17][18]. Приміром, у м. Мстиславлі в 1654 р. від рук російських військ 15000 осіб загинуло, а живими залишилося близько 700 жителів того міста. Згадане має принципове значення для розуміння історичних умов створення даного списку.
- Незадовго до Жовтневого перевороту 1917 р. і була заснована Департаментом Герольдії Урядового сенату так звана «Всеросійська дворянська родовідна книга» — для осіб, які вислужили дворянство, але з якихось причин не зараховані до дворянства певної губернії. Діло в тому, що на початку ХХ ст. дворянські зібрання отримали право відмовляти у зарахуванні до місцевого дворянства. Іноді при цьому вони керувалися приналежністю до віросповідання даних осіб: без ентузіазму розглядалися, наприклад, подібні клопотання осіб юдейського віросповідання. Втім, і християнинові могли відмовити у зарахуванні до дворянства даної губернії. До прикладу, Московське дворянське депутатське зібрання відмовило проханню внести в місцеву родовідну книгу князів Гантімурових, хоча вони були затверджені Сенатом у гідності «князів тунгуських», оскільки його сім'я не мала в Московській губернії нерухомої власності.
- Приналежність до російського дворянства доводилася в губернському дворянському зібранні; з 1785 р, тобто з часу видання Імператрицею Катериною II «Жалуваної грамоти дворянству», особи, визнані у дворянській гідності за походженням або за особистими заслугами, вносилися до губернської родовідної книги; з губернії паперові справи про дворянство надходили для затвердження в Герольдію Сенату; туди ж з провінційних губернських дворянських зібрань щорічно висилалися списки осіб, зарахованих до вже затверджених в дворянстві родів. Походження з дворян певної губернії фіксувалося і в послужному списку чиновників і військових, хоча часто вказувалася не губернія, в якій значився їх рід, а губернія, в якій народилися вони[19].

## Зміст Списку дворян Могильовської губернії

### стор. 1
Александрович, Бронющець-Арасимович, Арцишевський, Баньковський, Башилов, Блажевич, Бобрович, Герман-Болондзь, Гарбуз-Бордзиловський, Борисович, Хрулинський-Бурбо, Буткевич, Биковський, Белявський, Бялобржеський, Бялозор, Скарбек-Важинський, Косцюшко-Валюжинич, Василевський, Вацуро, Величкевич, Веракса, Войнилович, Ясенецький-Войно (Войно-Ясенецький), Войцеховський, Карачевський-Волк Волчкевич, Вонсевич, Воранкович (Воронкович), Гаврилович, Галковський, Адоневич-Львович-Галковський, Колюмно-Гаттовський, Гердзей, Гердзиєвський, Гзовський, Гинейко, Дзевялтовський-Гінтовт, Сиринський-Гиро, Глинко, Говарковський, Гоздзицький, Гонипровський, Гонсеровський, Іпатович-Горанський, Горбатовський, Гриоркевич, Гриневич, Гродзський (Гродський), Грудзинський, Грушецький, Гурський,

### стор. 2
Далецький, Данилович, Дебой, Дещинський, Дзевонський, Дзержинський, Добржинецький, Добровольський, Добросельський, Довнарович, Доморацький (Домарацький), Пузинко-Дробишевський, Репойто-Дубяго, Духовецький, Левальт-Єзерський (Єзерський), Єсьман, Жарин, Фурс-Жиркевич, Жуковський, Завитневич, Загурський, Закалинський, Заленський, Залеський, Зарембо, Заржецький, Зеленевський, Радус-Зенькович, Іпатевич, Свенчиц-Карчевський, Катерло, Згерський-Кашо, Квецинський, Кенстович, Кирияцький, Загоранський-Кисель, Клечковський, Теренецький-Климович, Ратомський-Кмитто, Кожуховський, Козополянський, Колачковський, Коморницький, Конопельський, Коносевич, Конюшевський, Буткевич-Коперський, Караффа-Корбут, Корженевський, Корзун, Бобровський-Королько, Короткевич, Корсак, Косакович, Коссачевський, Коссовський, Глеб-Кошанський,

### стор. 3
Кошко, Кржижевський, Около-Кулак, Гамрат-Курек, Кульчицький, Старженецький-Лаппо, Леванський, Левкович, Ленчевський, Ліоренцевич, Липський, Ломинський, Лукомський, Людогоський, Маєвський, Малюшицький, Зуяртовський-Маркиянович, Марковський, Матусевич, Матушевич, Менжинський, Мизгайло, Мизгер, Милевський, Мисевич, Можейко, Монтвид, Моравський, Мороз, Гринкевич-Мочульський, Мишаковський, Наркевич, Недзвецький, Непокойчицький, Несторович (Нестерович), фон-Нолькен, Носалевський, Окинчиць, Окулич, Оленський, Олехнович, Клишко-Олляк, Онихимовський, Ордо, Осецимський, Бонч-Осмоловський, Осташекевич, Оржешко-Острейко, Островський, Падковський, Войдато-Пацевич, Петкевич, Печковський, Піонтковський, Дембинський-Піоро, Піорович, Плавинський, Подобед,

### стор. 4
Полторацький, Польковський, Мишкевич-Попейко, Порчинський, Пржибиловський, Протасевич, Пузиревський, Пуховський, Пуцилло, Русиновський-Пуцято, Пясковський, Радневський, Радушкевич, Ратомський, Романович, Роханський, Руссиян, Рутковський, Ривоцький, Ридзевський, Вардомський-Ридзевський, Рижевич, Савицький, Сакович, Саплицо, Свадковський, Свенцький, Седмиогродський (Седміоігродзький), Славинський, Собанський, Спіонтек-Соболевський, Соболевський, Соколовський, Черниловський-Сокол, Столипко, Стопинський, Жукевич-Стош, Стратанович, Стржижевський, Гринкевич-Судник, Сульжинський, Сушинський, Схнейдер, Сирицо, Терещенко, Томкович, Трембинський, Тур, Ужинович, Федорович, Фливерк, Халецький, Харкевич, Хлусович, Хлюдзинський, Хмизовський, Труханович-Ходанович,

### стор. 5
Хоцятовський, Чарноруцький, Чарнушевич, Коловрат-Червинський, Чеховський, Чиж, Чугаєвич, Мусвиц-Шадурський, Шаревич, Шафранський, Шелепин, Шельвинський, Шендзиковський, Шидловський, Шимановський, Шимборський, Шимкевич, Шимкович, Шишковський, Битний-Шляхто, Радзивилович-Шостак, Шушкевич, Равич-Щербо, Якутович, Ялозо, Янковський, Яцковський.
Агапеєв, Александрович, Андріянов, Антипов, Архипов, Афанасьєв, Бартошевич, Беклемишев, Бенедиктович, Бехлі, фон-Бітерліх, Борзов, Будоговський, Бурський, Бельський, Величко, Власьєв, Ясенецький-Войно (Войно-Ясенецький),

### стор. 6
Волукевич, Гадзяцький, Гайдкевич, Гартц, Гаттовський, Гебель, Гербурт-Гейбович, Геліяшевич, Герасімов, Гижицький, Дзевялтовський-Гинтовт, Глиндич, Гловацький, фон-Гойєр (фон-Гоієр), Голишев, Гоніпровський, Горбатовський, Гордзялковський, Горський, Грачьов, Грешнер, Грибовський, Григорьєв, Гурський, Гюббенет, Денисенко, Денисов, Дерожинський, Одинець-Добровольський, Домбровський, Доморацький, Дубовецький, Духовецький, Дишлевський, Дьяков, Євсеєв, Єнакієв, Жиркевич, Журавський, Згоржельський, Зорин, Іванов, Карнилович, Карчевський, Дрекалович-Скандер-бек-Кастріот, Кенстович, Кепінг, Кирик, Киселевський, Кисловський, Клюєв, Козловський, Колен (Колена), Кониговський, Кончо,

### стор. 7
Корженевський, Королько, Коритко, Кошанський, Кошко, Кретковський, Кржижановський, Кривих, Кузнєцов, Кухарський, Лабутаєв, Лаппо, Лейтнер, Лепковський, Лінк, Лисовський, Лобановський (Лабановський), Лукавський, Лускин, Малафеєв, Матюнин, Мауро, Мердер, Мертенс, Минеман, Миткевич, Можейко, Мориць, Москалєв, Мусман, Мясоєдов, Некрасов, Непокойчицький, Ножин, Носович, де-Опагін, Оскерко, Ошмянець, Пацукевич, Перекрестов, Перошков, Петриковський, Подолинський, Кржевкович-Позняк, Полянський, Полторацький, Попов, Правиков, Пржевалинський, Радченко, Фен-Раєвський, Редзко, Родіонов, Савосцицький, Сердаковський, Семировський, Рудницький-Сипайло, Сихро, Скобліков,

### стор. 8
Скоробогатий, Славинський, Смольський, Спитко, Стаховський, Степанов, Стеткевич, Стефані, Термін, Титов, Тумський, Федорович, Филипьєв, Хилинський, Борейко-Ходкевич, Хоєцький, Хохлов, Хоцяновський, Хрептович, Цихинський, Цитович, Чорбо, Шаблевич, Швартз, Шебеко, Шипинський, Шкляревич, Горський-Шпирко, Шульгін, Ярошевський.
Алабушев, Александров, Ананич, Андрешевич, Антошкевич, Арістархов, Бабич, Баранович, Бартоломей, Бартошевич, Безсонов, Бекаревич,

### стор. 9
Бекман, Беневський, Бернадський, Бетулинський, Бирюкович, Бобрик, Богданович, Богушевський, Больцевич, Борхман, Бржезинський, Булахов, Бутенко, Белофостов, Ватаци, Вейнрейх, Веремьєнко, Вишневський, Волковицький, Волкович, Карачевський-Волк, Вусович, Гаєвський, Гейслер, Гельтзль, Герард, Юноша-Гзовський, Гирилович, Сиринський-Гиро, Гладкий, Глинський, Глушановський, Глибовський, Головацький, Голинський, Дашкович-Горбацький, Горновський, Горячкин, Гребнев, Гриневич, Гудков, Гусаковський, Врангель-фон-Гюбента, Давидовський, Далецький, Корибут-Дашкевич, Демьянович, Демянцевич, Дзичканець, Дмітрієв, Добржанський, Доливо-Добровольський, Добровольський, Домбровський, Дулевич, Єпіфанов, Жилкин, Загоровський, Зайцов,

### стор. 10
Звонарьов, Зиновьєв, Зубовський, Зуєв, Іванов, Ігнатьєв, Ілинич, Каліопин, Каминський, Карножицький, Карпинський, Кимбор, Кирилович, Кирьяцький, Кисликов, Китаєвський, Ковалик, Козаков, Козловський, Кожевников, Колянковський, Копитковський, Пезе-де-Корваль, Куляко-Корецький, Коржец, Коркозович, Корнилович, Коссачевський, Костенич, Кравченко, Кранц, Красевич, Крассовський, Крогер, фон-Крузе, Крутилов, Кригер, Сементовський-Курило, Куторга, Кушин, Ладомирський, Лазаревич, Лакощенко, Лаппо, Лєбєдєв, Пора-Леонович, Лепешинський, Лесневський, Лечицький, Лешко, Логанов, Лопатенков, Лаппато, Лорченко, Лужинський, Десятино-Лукьянов, Лисов, Людоговський, Лютовський, Малевич-Малевський,

### стор. 11
Малиновський, Маньковський, Марцинкевич, Мацкевичи, Мейєр, Меркушев, Мельников, Моннерот-дю-Мен, Мерлин, Мигай, Микоша, Миропольський, Михаловський, Модестов, Портянко-Монько, Московенко, Грабя-Мурашко, Нейшвентер, Никотин, Ничипоренко, Новицький, Носович, Озмидов, Олеховський, Ольшевський, Островський, Остроумов, Охочинський, Паздеєв, Панченко, Папроцький, Пашинський, Пелрашкевич, Пенкин, Петерс, Петкевич, Петрашен, Печковський, Піоульський, Плохоцький, Подашевський, Покровський, Поломський, Полторацький, Пославський, Пржерадовський, Пригоровський, Пуховський, Радкевич, Радченко, Рахманин, Рего, Рентельн, Бронюшец-Рецький, Рецький, Родкевич, Роланд, Романкевич, Ромушкевич, Соммерсет-Россетер,

### стор. 12
Рошковський, Рубановський, Савастьянов, Савинич, Савицький, Савич, Сакк, Саприко, Сарбієвський, Сверчков, Семковський, Сердюков, Серафимович, Сивицький, Сидорський, Сініцин, Скалишевич, Скоробогатий, Смяровський, Созонович, Соколов, Соллогуб, Станкевич, Стасевич, Сташевський, Степанов, Стосуй, Стратанович, Судзиловський, Суходольський, Тараткевич, Тархов, Теплинин, Тиховський, Тржецяк, Трупчинський, Турчанинов, Тидеман, Фащ, Федорович, Френдт, Функ, Хоментовський, Хоцяновський, Цекерт, Доршпрунг-Целицо, Цехановський, Цитович, Чамов, Чачков, Червяковський, Черняев, Шведов, Шебунин, Шкляревич, Шмельов,

### стор. 13
Гульповський-Шульц, фон-Шульц, Шухт, Щербакович, Янковський.
Гробуа, Писчевич (Пищевич), Францессон.
Барон Бремзен, Граф Грабовський, Князь Кропоткин, Князь Дондуков-Корсаков, Князь Любомирський, Князь Мещерський, Барон фон-Нолькен, Князь Оболенський, Князь Еріванський-Паскевич, Граф Сумароков, Князь Друцькой-Соколинський, Граф Толстой, Граф Цукатто.

### стор. 14
Абаканович, Автушкевич, Адамович, Лелевич-Адамович, Александрович, Антушевич, Арцимович, Арцишевський, Багенський, Байков, Баньковський, Барановський, Бартошевич, Берлинський, фон-Бенкендорф, Бібіков, Білевич, Бялиницький-Біруля, Бишевський, Бобровський, Дворжецький-Богданович, Бонч-Богдановський, Богомолець, Богушевський, Богуш, Мордухай-Болтовський, Борейко, Борейшо (Борейша), Борисович, Борк, Бочковський, Бородзич, Бржезя-Бржезинський, Бржозовський, Бржостовський, Брохович, Бонч-Бруевич (Бруевич), Будогоський, Буйван, Буйвид, Булгак, Бурачек, Бурський, Бурий, Бутович, Буцевич, Бучинський, Белевський, Беликович, Бодзенто-Беляцький, Беляцький, Бібірштейн-Бялковський, Биковський, Вакар, Валаховський, Костюшко-Валюжинич, Василевський, Васковський (Васьковський), Ванькович,

### стор. 15
Варпаховський, Вартман, Вевель, Вейсенгофф, Величко, Велямович, Венцлавович, Вержбицький, Веренко, Верженський, Верозумський, Костюшкевич-Вигуро, Виленчиць, Вильчинський, Вилямовський, Висковський, Витковський, Голдим-Вишневський, Воєводський, Воєйко, Потулицький-Войзбун, Нянковський-Войнилович, Ясенецький-Жеретинський-Войно, Войцеховський, Карачевський-Волк, Ланевський-Волк, Володзько, Володкович, Воллович, Волинський, Фурс-Вонсяцький, Воронець, Воропай, Вроблевський, Виковський, Василевич-Вирвич, Висоцький, Вязьмитинов, Гаврилович, Гайдамович, Галиновський, Адоневич-Львович-Галковський, Ганкевич, Гасперський, Гаугер, Гациський, Гедройц, Родецький-Гелиашевич, Гердзеєвський, Гижицький, Гласко, Гоголинський, Голубицький, Голинський, Гонипровський, Горбацький, Гордзялковський, Горновський, Бурий-Горошко, Гортинський, Гоувальт, Грамздорф,

### стор. 16
Гребницький, Грегорович, Гржибовський, Грум-Гржимайло (Грумм-Гржимайло), Гриневич, Гриневський, Гринцевич, Громико, Гроховський, Радобильський-Губаревич (Ратобильський-Губаревич), Гуминський, Ромейко-Гурко, Миткевич-Далецький, Готський-Данилович, Дворжецький, Держанський-Дегтерев, Дембинський, Ястржембец-Демьянович (Демянович), Доріа-Дерналович, Дещинський, Дзерожинський, Литвинський-Дзягилевич, Дмоховський, Завишо Довгялло (в тексті відсутнє тире чи кома), Доманський, Домарацький, Домбровський, Грживо-Домбровський, Доморацький, Донброво, Дробишевський, Дроздовський, Мелех-Дроздовський, Мрочко-Дроздовський, Репойто-Дубяго, Борковський-Дунин, Слепец-Дунин, Сульгустовський-Дунин, Євневич, Могучий-Євцихевич, Левальт-Єзерський (Єзерський), Жембо-Жабико, Жарин, Фурс-Жиркевич, Миткевич-Жолток, Пархамович-Жудро, Жуковський, Корцин-Жуковський, Прус-Жуковський, Журавський, Журомський, Дунин-Жуховський, Заблоцький, Завадзький (Завадський),

### стор. 17
Зайончковський, Закржевський, Залеський, Замбржицький, Залусський, Умируко-Запольський, Захаревич, Захаржевський, Зборомирський, Здроєвський, Зелинський, Зенкович, Радус-Зенкович, Зенькович, Змечоровський, Зомбек, Зубович, Ейдзятович-Зубович, Рабцевич-Зубковський, Венкневич-Зуб, Івановський, Рогаль-Івановський, Івашкевич, Івицький, Ігнатьєв, Ілінич, Інглінк, Йолшин, Кавецький, Казанович, Калиновський, Калусовський, Каменський, Каміонко, Карнилович, Карницький, Згерський-Кашо, Квятковський, Кігн, Кіркор, Загоранський-Кисель, Клачков, Теренецький-Климович, Клюковський, Ратомський-Кмітто, Зелезницький-Кобат, Ковалевський, Шевердикович-Ковалевський, Ковзан, Кожин, Смолько-Козакевич (Смолько-Казакевич), Козлинський, Козловський, Селецький-Колбо, Колонтай, Комаровський,

### стор. 18
Забожинський-Комар, Забожинський-Комар, Комовський, Коморовський, Коморський, Кондратович, Контовт, Кончиць, Бобровський-Королько, Королько, Короткевич, Корсак, Коритко, Косаржецький, Кособуцький, Львович-Кострицо, Костровицький, Косця (Косціо), Котковський, Коцейовський, Масальский-Кошуро (Масальський-Кашуро), Краєвський, Корвин-Красинський, Крассовський, Кроковський, Корвин-Крукович, Круковський, Крушевський, Кублицький, Кузмицький, Крживец-Кузмицький, Около-Кулак, Курако, Гамрат-Курек, Курч, Рожиц-Кучевський, Кучук, Сестрженцевич-Кучук, Кушлейко, Куявський, Лабановський (Лобановський), Лагоцький, Ланько, Шерепа-Лапицький, Лаппо, Старженецкий-Лаппо, Лашкевич, Волк-Левонович, Пора-Леонович, Лесневський, Швогер-Леттецький, Липинський, Липський, де-Липпе-Липський, Лисовський, Литинський, Ловенецький, Лукашевич, Іеліто-Луковський, Лупандин, Лисковський, Личковський, Лясковський, Ляссотович, Маєвський, Васенцович-Макаревич, Маковецький,

### стор. 19
Малама, Малаховський, Малиновський, Манцевич, Марциновський, Марченко, Матушевич, Мацкевичи, Мацейєвський (Маціовський, Мацеєвський), Левіз-оф-Менар, Мерло, Миклашевський, Милош, Миткевич, Михневич, Мицевич, Ринвид-Мицкевич, Млечко, Можейко, Мольський, Монкевич, Монвиж-Монтвид, Морачевський (Марачевський), Морозевич, Іпатевич Москевич (у тексті відсутнє тире або кома), Ладо-Мочарський, Мочунський, Мощинський, Мишковський, Наришкин, Насекин, Лях-Невинський, Невярович, Недзвецький, Нитославський, Крживец-Околович, Окулич, Окушко, Окшевський, Оленкевич, Онгирський, Оношко, Орел (Оржел), Ординець, Оржел-Оржешкевич, Оржешко, Орловський, Оскерко, Коршун Осмоловский (в тексті відсутнє тире чи кома), Бонч-Осмоловський, Осовецький (Оссовецький), Оссовський, Останкович (Останькович), Оржешко-Острейко, Осиповський (Осіповський), Павлович, Войткевич-Павлович,

### стор. 20
Павловський, Падеревський, Паєвський, Панфилович, Парчевський, Парфіанович, Патковський, Пашкевич, Перот, Домашевський-Песляк, Пестржецький, Петкун, Петражицький, Петрожицький, Печковський, Карначевич-Печоро, Піотровський, Кублицький-Піоттух, Пироговський, Пласковицький, Плохоцький, Погоський, Подберезський, Подгурський, Подобед, Пожариський, Позняк, Некрашевич-Поклад, Полагейко, Полонський, Полубинський, Понятовський, Попель, Порембський, Жабко-Потапович, Одляницький-Почобут, Пржевалинський, Пржесмицький, Пузанов, Пуцковський, Фен-Раєвський-Пуцято, Ждан-Пушкин, Рагозо, Фен-Раєвський, Райкевич, Ратобильський, де-Реас (де-Реасс, де-Раес, де-Раесс), Реутт, Ржендзинський, Рогинський, Роговський, Родзевич, Бойно-Родзевич, Рокицький (Ракицький), Сейбут-Романович, Роня, Ростковський, Россохацький, Рошковський, Лось-Рошковський, Равич-Русецький, Рутковський, Руцинський, Рилло, Римкевич (Рімкевич), Ріхтер, Долгово-Сабуров,

### стор. 21
Савицький, Садковський, Сакович, Салимо-Самуйло, Самуцевич, Санкович, Зацепяко-Саприновський, Сарнацький, Сахновський, Свадковський, Свенторжецький, Свенцицький, Свидерський, Свиньїн, Свирський, Свирщевський, Свистун, Ільіч-Свитич, Свяцький, Селляво, Селянко, Семьонов, Сервирог, Сердаковський, Силинич, Синицький, Рудницький-Сипайло, Скалковський, Скоковський, Славинський, Слежановський, Слешинський, Случановський, Глебко-Толстикович-Созонович (Глебко-Толстикович-Сазанович), Соколовський, Черниловський-Сокол, Сокульський, Девойно-Соллогуб, Соломирецький, Пересвет-Солтан, Сосновський, Грот-Спасовський, де-Спіллер, Станишевський, Станкевич, Белевич-Станкевич, Кисляк-Станкевич, Стаховський, Стерпинський, Стравинський, Стражевич, Судзиловський, Сумовський, Туркан-Суринович, Сурин, Францкевич-Сурож, Малкович-Сутоцький, Сушков, Ракусо-Сущевський (Ракуса-Сущевський), Проскуро-Сущинський, Сцибло, Крушино-Симанович, Войнич-Сяноженцький, Тарбеєв, Твербус-Твердий,

### стор. 22
Терлецький, Толпиго, Томашевич, Томкович, Тикоцький, Тичинський, Головко-Улазовський, Усаковський, Усцинович, Ханевський, Харкевич, Хелховський, Хмаро, Хмоловський, Борейко-Ходкевич, Ходорович, Черкас-Ходосовський, Хойницький (Хайницький), Хоментовський, Хоминський, Хорощо, Цехановський, Лясоцький-Цибульський, Цитович, Цехановецький, Цеханський, Цеханович, Єлаго-Цехан, Цюндзевицький, Чайковський, Чаплиць (Чаплицо), Чарковський, Черейський, Черемисинов, Черневський, Черниховський, Чигир, Анципо-Чикунський, Чиж, Чудовський, Чурило (Чурилло), Шавельський, Єустратонович-Шамовський, Шанявський, Шасткевич, Шацилло, Белий-Шацило (Белий-Шацилло), Шафранський, Юршо-Швабович, Шебеко, Верьовкін-Шелюто, Шеміот, Лазаревич-Шепелевич, Шереметєв, Шиманський, Шимкович, Шокальський, Радзивилович-Шостак,

### стор. 23
Шпилевський, Отмар-Штейн, Полесський-Щипилло, Брант-Щировський, Щодро, Щуко, Ейсмонт, Еліашевич (Еліяшевич), Енгельгардт, Ердман, Юркевич, Юрьєвич, Яблонський, Явшиц, Яганов, Яницький, Янковський, Яновський, Янушкевич, Янчевський, Бубель-Яроцький, Шабуневич-Ярошевич, Ясенський, Ясинський, Скиргайло-Яцевич, Оношкович-Яцино, Ячевський.